# درة دزدان (شلال ودشتغل)
درة دزدان (بالفارسية: دره دزدان) هي منطقة سكنية تقع في إيران في قسم شلال ودشتغل الريفي. يقدر عدد سكانها بـ 53 نسمة بحسب إحصاء 2016.